# Compagnie des chemins de fer de Picardie et des Flandres
Pour la compagnie de chemin de fer secondaire du département du Nord, voir Compagnie des chemins de fer des Flandres.
La Compagnie des chemins de fer de Picardie et Flandres était une société anonyme de chemin de fer dépendant du groupe Philippart, créée en 1868 pour concurrencer la Compagnie des chemins de fer du Nord.
En 1885, elle est absorbée par la Compagnie du Nord.

## Histoire
La Compagnie des chemins de fer de Picardie et Flandres est créée en 1868.
Elle est reprise en 1885 par la Compagnie des chemins de fer du Nord.

## Réseau
- Ligne de Saint-Just à Cambrai (intérêt local)
- Ligne de Cambrai à Douai (intérêt général)
- Ligne d'Aubigny à Somain (intérêt général)